# Judo ai Giochi della XX Olimpiade
Il judo alle XX Olimpiadi estive, svoltesi nel 1972 a Monaco di Baviera, ricomparve dopo l'assenza alle Olimpiadi del 1968 di Città del Messico.
A quest'edizione parteciparono 148 atleti in rappresentanza di 46 nazioni. Il calendario prevedeva lo svolgimento di 6 gare, tutte maschili. Fra i concorrenti si mise in evidenza l'olandese Wim Ruska che vinse la categoria +93 kg e quella Open: è tuttora l'unico judoka ad aver conquistato due medaglie d'oro ad una stessa olimpiade. Nel medagliere per nazioni il primo posto andò al Giappone, con 3 medaglie d'oro.

## Podi
| Evento                     | Oro             | Argento          | Bronzo                             |
| 63 kg maschile (dettagli)  | Takao Kawaguchi | Non Assegnata    | Kim Yong-Ik Jean-Jacques Mounier   |
| 70 kg maschile (dettagli)  | Toyokazu Nomura | Antoni Zajkowski | Dietmar Hötger Anatolij Novikov    |
| 80 kg maschile (dettagli)  | Shinobu Sekine  | O Seung-Rip      | Brian Jacks Jean-Paul Coche        |
| 93 kg maschile (dettagli)  | Šota Čočišvili  | David Starbrook  | Paul Barth Chiaki Ishii            |
| +93 kg maschile (dettagli) | Wim Ruska       | Klaus Glahn      | Motoki Nishimura Givi Onashvili    |
| Open maschile (dettagli)   | Wim Ruska       | Vitalij Kuznecov | Jean-Claude Brondani Angelo Parisi |

## Medagliere
| Posizione | Paese            |   |   |    | Totale |
| --------- | ---------------- | - | - | -- | ------ |
| 1         | Giappone         | 3 | 0 | 1  | 4      |
| 2         | Paesi Bassi      | 2 | 0 | 0  | 2      |
| 3         | Unione Sovietica | 1 | 1 | 2  | 4      |
| 4         | Gran Bretagna    | 0 | 1 | 2  | 3      |
| 5         | Germania Ovest   | 0 | 1 | 1  | 2      |
| 6         | Corea del Sud    | 0 | 1 | 0  | 1      |
| 6         | Polonia          | 0 | 1 | 0  | 1      |
| 8         | Francia          | 0 | 0 | 3  | 3      |
| 9         | Brasile          | 0 | 0 | 1  | 1      |
| 9         | Germania Est     | 0 | 0 | 1  | 1      |
| 9         | Corea del Nord   | 0 | 0 | 1  | 1      |
| Totale    | Totale           | 6 | 5 | 12 | 23     |